# Laothus oceia
Laothus oceia is een vlinder uit de familie van de Lycaenidae. De wetenschappelijke naam van de soort werd als Thecla oceia in 1887 gepubliceerd door Godman & Salvin.

## Synoniemen
- Thecla laothoe Godman & Salvin, 1887